# Coppa Latina 1950
La Coppa Latina 1950 fu la II edizione della Coppa Latina di calcio; vide la vittoria del Benfica, giunto al suo primo titolo.

## Partecipanti
| N° | Nazione               | Squadra         | Campionato              | Note                                                              |
| -- | --------------------- | --------------- | ----------------------- | ----------------------------------------------------------------- |
| 2  | Francia (bandiera)    | Bordeaux        | 1ª Francia 1949-1950    |                                                                   |
| 4  | Italia (bandiera)     | Lazio           | 4ª Italia 1949-1950     | Juventus, Milan e Inter (1ª, 2ª e 3ª Italia 1949-1950) rinunciano |
| 1  | Portogallo (bandiera) | Benfica         | 1ª Portogallo 1949-1950 |                                                                   |
| 3  | Spagna (bandiera)     | Atlético Madrid | 1ª Spagna 1949-1950     |                                                                   |

## Avvenimenti
Si tenne a Lisbona, in Portogallo, nel giugno 1950, in contemporanea coi Mondiali in Brasile. L'inopinata concomitanza con la massima competizione planetaria condizionò ovviamente in maniera pesante la manifestazione: se l'Atlético Madrid campione di Spagna partecipò comunque con una formazione rimaneggiata e conseguentemente debole, la Juventus campione d'Italia rinunciò del tutto per indisponibilità di giocatori, e per lo stesso motivo declinarono il ripescaggio anche le due milanesi piazzatesi sul podio del campionato italiano. Accettò l'invito alla fine la Lazio, quarta classificata e quindi non in grado di reggere il confronto con gli avversari portoghesi e francesi, non toccati dal Mondiale in quanto le rispettive nazionali non vi partecipavano.
La finale tra Benfica e Bordeaux fu giocata due volte in quanto la prima finì in parità; nella ripetizione trionfarono i lusitani.

## Risultati

### Semifinali
| Lisbona 10 giugno 1950 Semifinale                                                                     | Bordeaux  | 4 – 2                      | Atlético Madrid | Stadio Nazionale |
| \| \| \| \| \| Kargu 16’, 88’ Doye 44’ Babot 90’ (aut.) \| Marcatori \| 48’ Ben Barek 77’ Carlsson \| |           |                            |                 |                  |
| |           |                            |                 |                  |
| Kargu 16’, 88’ Doye 44’ Babot 90’ (aut.)                                                              | Marcatori | 48’ Ben Barek 77’ Carlsson |                 |                  |

| Lisbona 10 giugno 1950 Semifinale                                             | Benfica   | 3 – 0 | Lazio | Stadio Nazionale |
| \| \| \| \| \| Julinho 7’ Rogério Carvalho 27’ Arsenio 76’ \| Marcatori \| \| |           |       |       |                  |
|                                                                               |           |       |       |                  |
| Julinho 7’ Rogério Carvalho 27’ Arsenio 76’                                   | Marcatori |       |       |                  |

### Finale 3º posto
| Lisbona 11 giugno 1950 Finale 3º posto                                 | Atlético Madrid | 2 – 1     | Lazio | Stadio Nazionale |
| \| \| \| \| \| Ben Barek 10’ Escudero 16’ \| Marcatori \| 73’ Nyers \| |                 |           |       |                  |
|                                                                        |                 |           |       |                  |
| Ben Barek 10’ Escudero 16’                                             | Marcatori       | 73’ Nyers |       |                  |

### Finale 1º posto
| Lisbona 17 giugno 1950 Finale 1º posto                                                          | Benfica   | 3 – 3                       | Bordeaux | Stadio Nazionale |
| \| \| \| \| \| Arsénio 3’ Corona 17’ Pascoal 56’ \| Marcatori \| 21’, 36’ Doye 43’ Persillon \| |           |                             |          |                  |
|                                                                                                 |           |                             |          |                  |
| Arsénio 3’ Corona 17’ Pascoal 56’                                                               | Marcatori | 21’, 36’ Doye 43’ Persillon |          |                  |

| Lisbona 18 giugno 1950 Finale 1º posto – Ripetizione                | Benfica   | 2 – 1    | Bordeaux | Stadio Nazionale |
| \| \| \| \| \| Arsénio 90’ Julinho 146’ \| Marcatori \| 8’ Kargu \| |           |          |          |                  |
|                                                                     |           |          |          |                  |
| Arsénio 90’ Julinho 146’                                            | Marcatori | 8’ Kargu |          |                  |

## Classifica marcatori
|  | Gol | Marcatore     | Squadra  |
|  | --- | ------------- | -------- |
|  | 4   | Édouard Kargu | Bordeaux |